# Stenerianthus
Stenerianthus annamensis là một loài châu chấu thuộc chi đơn loài Stenerianthus. Loài này thuộc họ Chorotypidae, phân họ Erianthinae. Loài này được phát hiện tại quận Liên Chiểu, Đà Nẵng, Việt Nam.